# Pallacanestro Varese 2010-2011
Questa voce raccoglie le informazioni riguardanti la Pallacanestro Varese nelle competizioni ufficiali della stagione 2010-2011.

## Stagione
La stagione 2010-2011 della Pallacanestro Varese, sponsorizzata Cimberio, è la 62ª nel massimo campionato italiano di pallacanestro.
All'inizio della nuova stagione la Lega Basket decise di modificare il regolamento riguardo al numero di giocatori stranieri da schierare contemporaneamente in campo. Si decise così di optare per la scelta della formula con 5 giocatori stranieri di cui massimo 3 non appartenenti a Paesi appartenenti alla FIBA Europe. Tuttavia a marzo venne cambiata scelta, decidendo di passare alla formula con 6 giocatori stranieri di cui massimo 2 non appartenenti a Paesi appartenenti alla FIBA Europe.
Si propone al basket italiano con una nuova società. La proprietà della stessa è il consorzio Varese nel Cuore.
In estate il presidente Francesco "Cecco" Vescovi interrompe il rapporto con l'allenatore del precedente campionato, Stefano Pillastrini, e affidando la squadra all'ex coach della Stella Carlo Recalcati.
Vengono confermati i giovani Mian e Antonelli, il capitano Giacomo Galanda, Simone Cotani e Jobey Thomas. A loro si aggiungono l'estone Kristjan Kangur, il playmaker della nazionale finlandese Teemu Rannikko, il secondo miglior realizzatore della Legadue Phil Goss, l'esperto Alex Righetti ed il pivot Dwayne Collins, appena uscito dal Draft NBA 2010. Il centro statunitense, giunto a Varese come sostituto del cagionevole James Thomas, si ferma quasi subito per un problema alle ginocchia dopo un'operazione al menisco laterale. A pochi giorni dall'inizio del campionato Recalcati si ritrova a cambiare completamente assetto richiamando a Varese il centro Ron Slay, allontanatosi dalla squadra greca del Maroussi in crisi economica, e ingaggiando Diego Fajardo.
Nel corso della stagione è l'innesto di Daniele Demartini e le partenze di Simone Cotani e Riccardo Antonelli. A cambiare il volto della Cimberio è però l'infortunio occorso a Jobey Thomas, che vienerimpiazzato prima con Damien Ryan, che non soddisfa le aspettative della società, e poi con il playmaker Rok Stipčević. Con il croato in squadra Varese vince otto delle ultime dodici gare da disputare fino alla fine del campionato. Da segnalare anche l'arrivo di Janar Talts e dell'ala Simonas Serapinas.
La Cimberio Varese si qualifica per i Play-off, venendo poi estromessa ai quarti di finale, perdendo i primi tre incontri da parte della Bennet Cantù.

## Roster
| Giocatori |
| --------- |

|    | Naz.                                  | Ruolo | Sportivo           | Anno | Alt. | Peso |  |
| -- | ------------------------------------- | ----- | ------------------ | ---- | ---- | ---- |  |
| 4  | Italia (bandiera)                     | P     | Daniele Demartini  | 1984 | 187  | 80   |  |
| 5  | Stati Uniti (bandiera)                | PG    | Phil Goss          | 1983 | 188  | 81   |  |
| 6  | Italia (bandiera)                     | G     | Fabio Mian         | 1992 | 196  | 88   |  |
| 7  | Finlandia (bandiera)                  | P     | Teemu Rannikko     | 1980 | 188  | 88   |  |
| 9  | Italia (bandiera)                     | A     | Alex Righetti      | 1977 | 198  | 98   |  |
| 10 | Italia (bandiera)                     | AC    | Giacomo Galanda    | 1975 | 210  | 110  |  |
| 11 | Stati Uniti (bandiera)                | G     | Jobey Thomas       | 1980 | 194  | 90   |  |
| 13 | Italia (bandiera)                     | P     | Gianmarco Bernardi | 1992 | 180  | 82   |  |
| 14 | Estonia (bandiera)                    | A     | Kristjan Kangur    | 1982 | 201  | 96   |  |
| 19 | Spagna (bandiera) · Italia (bandiera) | AC    | Diego Fajardo      | 1976 | 208  | 105  |  |
| 35 | Stati Uniti (bandiera)                | AC    | Ron Slay           | 1981 | 203  | 105  |  |
| -  | Italia (bandiera)                     | AP    | Fabio Lenotti      | 1992 | 192  | 93   |  |

| Staff tecnico               |
| --------------------------- |
| Allenatore: Carlo Recalcati |
| Assistente: Matteo Jemoli   |
| Assistente: Guido Saibene   |

| Giocatori acquisiti a stagione in corso |
| --------------------------------------- |

|    | Naz.                                      | Ruolo | Sportivo                       | Anno | Alt. | Peso |  |
| -- | ----------------------------------------- | ----- | ------------------------------ | ---- | ---- | ---- |  |
| 13 | Australia (bandiera) · Irlanda (bandiera) | G     | Damien Ryan dal 20 gennaio     | 1979 | 193  | 92   |  |
| 20 | Croazia (bandiera)                        | P     | Rok Stipčević dal 15 febbraio  | 1986 | 183  | 82   |  |
| 15 | Lituania (bandiera)                       | AP    | Simonas Serapinas dal 16 marzo | 1982 | 198  | 92   |  |
| 8  | Estonia (bandiera)                        | AC    | Janar Talts dal 31 marzo       | 1983 | 203  | 107  |  |

| Giocatori ceduti a stagione in corso |
| ------------------------------------ |

|    | Naz.                                      | Ruolo | Sportivo                               | Anno | Alt. | Peso |  |
| -- | ----------------------------------------- | ----- | -------------------------------------- | ---- | ---- | ---- |  |
| 8  | Italia (bandiera)                         | AC    | Riccardo Antonelli fino al 22 dicembre | 1988 | 203  | 90   |  |
| 17 | Italia (bandiera)                         | AG    | Simone Cotani fino al 3 gennaio        | 1981 | 202  | 110  |  |
| 13 | Australia (bandiera) · Irlanda (bandiera) | G     | Damien Ryan fino al 16 marzo           | 1979 | 193  | 92   |  |

 Legabasket: Dettaglio statistico (archiviato dall'url originale il 19 maggio 2011)

## Mercato

### Sessione estiva
| Acquisti | Acquisti          | Acquisti         | Acquisti   | Acquisti |
| R.       | Nome              | da               | Modalità   |          |
| -------- | ----------------- | ---------------- | ---------- | -------- |
| P        | Teemu Rannikko    | Granada          | definitivo |          |
| P        | Daniele Demartini | Scaligera Verona | definitivo |          |
| PG       | Phil Goss         | Scafati Basket   | definitivo |          |
| AP       | Kristjan Kangur   | Virtus Bologna   | definitivo |          |
| C        | Dwayne Collins    | Miami Hurricanes | definitivo |          |
| A        | Alex Righetti     | Virtus Bologna   | definitivo |          |
| AC       | Ron Slay          | Maroussi         | definitivo |          |
| AC       | Diego Fajardo     | Virtus Bologna   | definitivo |          |
| ALL      | Carlo Recalcati   | Free agent       | definitivo |          |
| ALL      | Guido Saibene     | Olimpia Milano   | definitivo |          |

| Cessioni | Cessioni            | Cessioni           | Cessioni       | Cessioni |
| R.       | Nome                | a                  | Modalità       |          |
| -------- | ------------------- | ------------------ | -------------- | -------- |
| P        | Marco Passera       | U.C. Piacentina    | fine contratto |          |
| AG       | Niccolò Martinoni   | Pall. Treviso      | fine prestito  |          |
| AG       | Marko Tušek         | Jesi Academy       | fine contratto |          |
| AC       | Ron Slay            | Maroussi           | fine contratto |          |
| AP       | Michel Morandais    | Paris-Levallois    | fine contratto |          |
| P        | Randolph Childress  | Dinamo Sassari     | fine contratto |          |
| G        | Lorenzo Gergati     | Brescia            | fine contratto |          |
| G        | Donnie McGrath      | PAOK Salonicco     | fine contratto |          |
| AP       | Hristo Zahariev     | Čern. Burgas       | fine contratto |          |
| C        | Dwayne Collins      | Free agent         | rescissione    |          |
| ALL      | Stefano Pillastrini | Sutor Montegranaro | fine contratto |          |

### Dopo l'inizio della stagione
| Acquisti | Acquisti          | Acquisti        | Acquisti   | Acquisti |
| R.       | Nome              | da              | Modalità   |          |
| -------- | ----------------- | --------------- | ---------- | -------- |
| G        | Damien Ryan       | Sydney Kings    | definitivo |          |
| P        | Rok Stipčević     | Cibona Zagabria | definitivo |          |
| AP       | Simonas Serapinas | Free agent      | definitivo |          |
| C        | Janar Talts       | Free agent      | definitivo |          |

| Cessioni | Cessioni           | Cessioni       | Cessioni    | Cessioni |
| R.       | Nome               | a              | Modalità    |          |
| -------- | ------------------ | -------------- | ----------- | -------- |
| AC       | Riccardo Antonelli | Vanoli Cremona | rescissione |          |
| AG       | Simone Cotani      | PMS Torino     | prestito    |          |
| G        | Damien Ryan        |                | ritirato    |          |